# Kadya Molodowsky

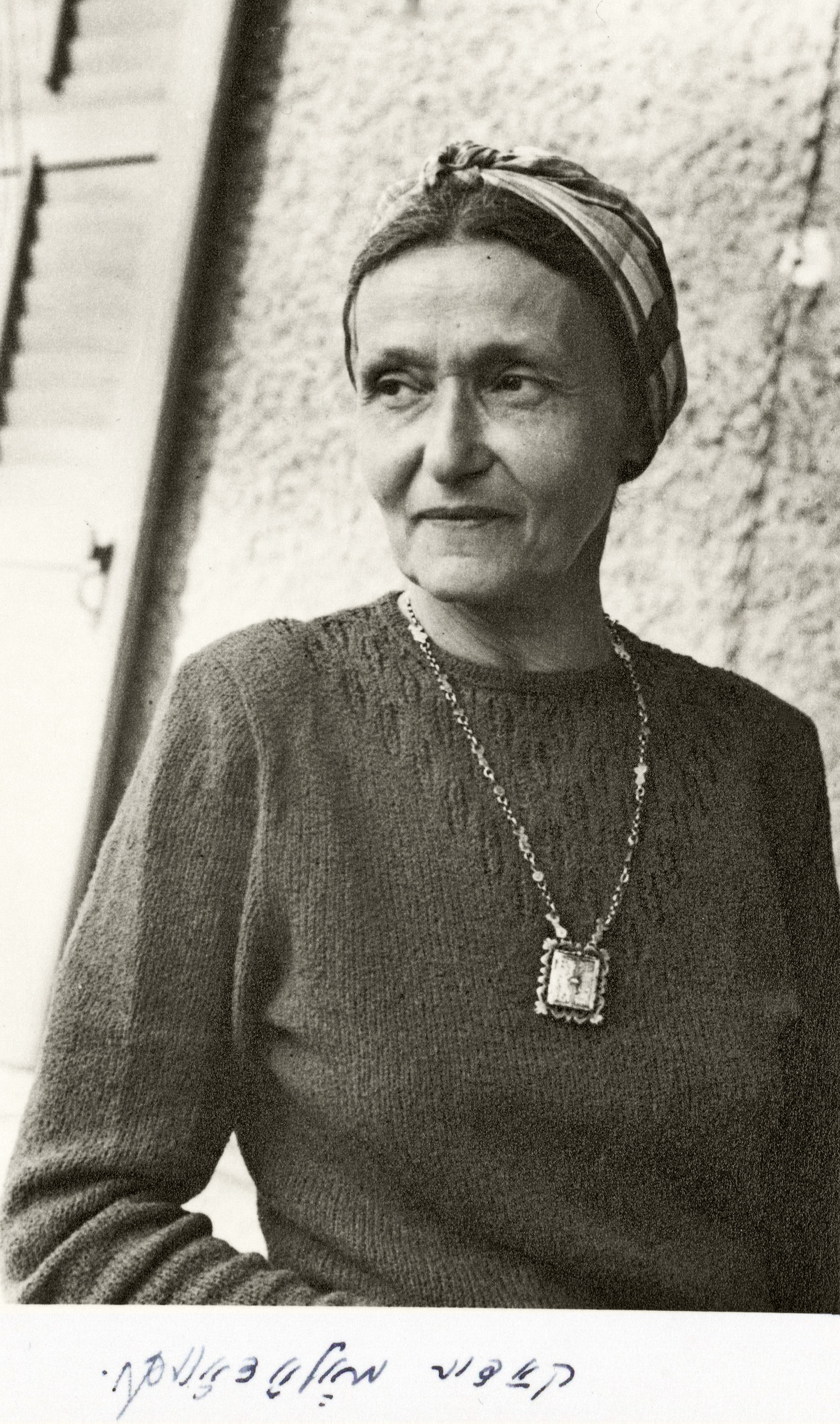
Kadya Molodowsky

Kadya Molodowsky (10. Mai 1894 in Bereza Kartuska, Russisches Kaiserreich – 23. März 1975 in Philadelphia, Vereinigte Staaten; auch: Kadia Molodowsky, Jiddisch: קאַדיע מאָלאָדאָווסקי) war Lehrerin und Schriftstellerin, die im Laufe ihres Lebens sechs Bände jiddischer Lyrik veröffentlichte. Molodowsky ist eine der wichtigsten jiddischen Dichterinnen der Mitte des 20. Jahrhunderts.
Sie erschien im Zwischenkriegs-Polen innerhalb des pulsierenden säkular-jiddischen Warschau auf der literarischen Bildfläche. Einige ihrer leichten Gedichte wurden zu Liedern umgearbeitet und in jiddischen Schulen rund um die Welt gesungen. Molodowsky schrieb auch Romane, Kurzgeschichten und Theaterstücke. 1935 emigrierte sie aus Polen in die USA. Dort konnte sie weiterhin auf Jiddisch schreiben und publizieren. Sie war auch Herausgeberin zweier internationaler jiddischer Literaturzeitschriften, Heym (Heim) und Svive (Umgebung).

## Biografie
Kadya Molodowsky wurde im Schtetl Bereza Kartuska, im heutigen Oblast Brest in Belarus, damals im Russischen Kaiserreich, geboren und genoss eine religiöse wie säkulare Bildung daheim. Sie war das zweite von vier Kindern; ihr Vater unterrichtete im örtlichen Cheder, ihre Mutter Itke führte einen Trockenwarenladen und eröffnete später eine Fabrik, in der Kwas produziert wurde. Jiddisch lesen und schreiben lernte sie von ihrer Großmutter väterlicherseits, Bobe Shifre, ihr Vater lehrte sie Hebräisch und Torah. Er war auch ein Bewunderer der Haskala, und ein Verehrer Montefiores und Herzls. Er stellte russische Lehrer ein, um Kadya in russischer Sprache, in Geografie, Philosophie und Geschichte unterrichten zu lassen.
1911–13 lehrte sie, nachdem sie mit 18 Jahren ein Lehrzertifikat erhalten hatte, in Sherpetz und Bialystok, wo sie sich auch einer Gruppe zur Wiederbelebung des Hebräischen anschloss. Bis 1914 studierte sie dann, um Hebräischlehrerin zu werden. Als der Erste Weltkrieg ausbrach, arbeitete sie in einem Tagesheim für geflüchtete jüdische Kinder, das von ihrem Lehrer Yehiel Halperin in Warschau geführt wurde. Diese Arbeit führte sie bis 1917 an verschiedenen Orten fort. Im Sommer 1916 zog sie mit Halperin nach Odessa, um der Kriegsfront zu entkommen, und lehrte dort in einem Kindergarten. Gleichzeitig führte sie ihre Ausbildung fort; sie studierte, um Grundschullehrerin zu werden.
1917 konnte sie nach der Oktoberrevolution nicht zu ihren Eltern zurückkehren, und blieb so in Kiew, wo sie wieder eine Arbeit als Erzieherin annahm. Als sie 1920 das Pogrom in Kiew überlebte, veröffentlichte sie ihr erstes Gedicht. In Kiew lernte sie auch Simkhe Lev kennen, den sie 1921 heiratete. Die beiden lebten bis 1935, mit Ausnahme einer kurzen Periode um 1923, wo sie in Brest-Litovsk unterrichteten, in Warschau. In Warschau unterrichtete Molodowsky in zwei Schulen parallel, tagsüber in der Grundschule der Yidishe Shul Organisatsye (TsYShO), und abends in der Gemeindeschule. Sie war darüber hinaus auch aktiv im Farayn fun Yidishe Literatn un Shurnalistn in Warshe in der Tlomatske Straße 13.
1927 konnte Molodowsky ihr erstes Buch, Kheshvendike Nekht („Nächte des Monats Kheshvan“), beim jiddischen Verleger Kletskin in Warschau veröffentlichen. Der Roman erreicht fast 20 beinahe ausschließlich lobende Rezensionen. Darin reist eine Frau in ihren 30ern durch Osteuropa und kontrastiert ihre eigene moderne Position mit denen traditioneller Frauenrollen und Lebensweisen.
Mit Geyen Shikhelekh Avek. Mayselekh („Schuhe gehen fort. Geschichtchen“) verarbeitete sie 1930 die tiefe Armut, in der viele ihrer Schüler und Schülerinnen lebten. Der Band erhielt einen Preis der Jüdischen Gemeinde Warschaus und des Yiddish Pen Clubs.
Molodowskys drittes Buch, ihr Gedichtband Dzshike Gas („Dzshike Straße“), wurde 1933 durch den Verlag von Warschaus wichtigster literarischer Zeitschrift, Literarishe Bleter, veröffentlicht, erhielt aber negative Rezensionen, weil ihre Lyrik für „zu ästhetisch“ gehalten wurde. Ihr viertes Buch, Freydke (1935), ist ein Heldenepos einer jüdischen Frau der Mittelschicht in narrativer Gedichtform.
1935 zog sie nach New York um,  ihr Mann zog 1937 oder 1938 nach. Ihr fünftes Buch veröffentlichte sie dort 1937, In Land fun Mayn Gebayn („Im Lande meiner Knochen“). Darin thematisiert sie in fragmenthaften Gedichten die Internalisierung des Exils. Ab diesem Zeitpunkt blühte ihre Arbeit in New York. Schon 1938 konnte sie ihre Kindergedichte neu auflegen mit Afn Berg, 1942 veröffentlichte sie den Roman Fun Lublin Biz Nyu-York. Togbukh fun Rivke Zilberg („Von Lublin nach New York. Tagebuch der Rivke Zilberg“). Parallel schrieb sie im Forverts Kolumnen zu Frauen in der jüdischen Geschichte unter dem Pseudonym Rivke Zilberg, der Protagonistin ihres Romans. 1943-4 gab sie Svive mit heraus, eine Literaturzeitschrift, die sie mitgegründet hatte.
In Sorge um ihre Familie in Polen gab sie jedoch ihre Herausgeberschaft auf und wandte sich ganz dem Schreiben des Gedichtszyklus Der Melekh Dovid Aleyn Iz Geblibn („Nur der König David ist übrig“) zu.
1945 erreichten ihre Kindergedichte eine Neuauflage, sowohl in New York auf Jiddisch, als auch in Tel Aviv auf Hebräisch, wo ihre Gedichte durch Lea Goldberg, Nathan Alterman, Fanya Bergshteyn, Avraham Levinson, und Yakov Faykhman übersetzt worden waren. Sie veröffentlichte ein langes Gedicht, Donna Gracia Mendes; ein Theaterstück, Nokhn Got fun Midbar („Nach dem Gott der Wüste“; 1949), das in Chicago und Israel aufgeführt wurde; eine Gedichtsammlung In Yerushalayim Kumen Malokhim („In Jerusalem kommen Engel“; 1952); und ein Essay-Buch, Af di Vegn fun Tsion („Auf den Straßen Zions“) und eine Kurzgeschichtensammlung, A Shtub mit Zibn Fentster („Ein Haus mit 7 Fenstern“), beide erschienen 1957 in New York. Sie gab auch die Shoah-Gedichtsammlung Lider fun Khurbn (1962) heraus. In den 1950ern wiederbelebte sie die Literaturzeitschrift Svive.
1948 bis 1952 lebten Molodowsky und Simkhe Lev in Tel Aviv, wo sie eine Zeitschrift für Pionierinnen herausgab, Heym. Molodowsky begann dort am Roman Baym Toyer. Roman fun dem Lebn in Yisroel („Am Tor. Ein Roman vom Leben in Israel“; 1967) zu arbeiten und fing auch ihre Autobiografie an, Fun Mayn Elter-zeydns Yerushe („Aus dem Erbe meines Urgroßvaters“), das im Svive als Serie zwischen März 1965 und April 1974 erschien.
1965 wurde ihr letzter Gedichtband, Likht fun Dornboym („Licht des Dornbuschs“), in Buenos Aires herausgegeben.
1971 wurde Molodowsky in Tel Aviv der Itzik-Manger-Preis für ihre Errungenschaften in jiddischer Lyrik überreicht, der begehrteste globale Preis für jiddische Literatur. Molodowsky starb in einem Heim in Philadelphia 1975.

## Werke (Auswahl)

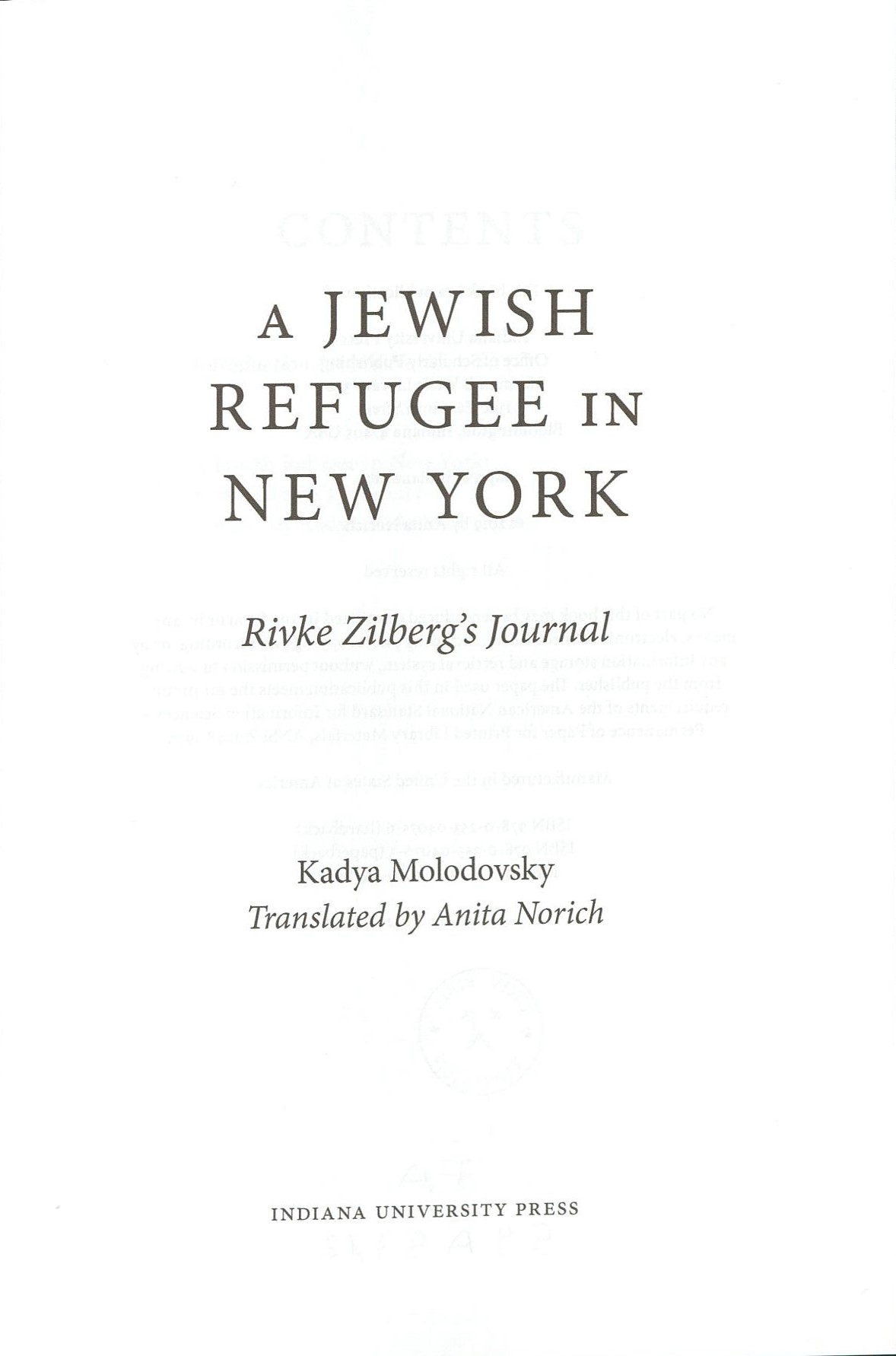
A Jewish Refugee in New York (2019)

- Fun Lublin biz Nyu Yorḳ : ṭog-bukh fun Rivḳe Zilberg
  - Kadya Molodovsky: A Jewish refugee in New York : Rivke Zilberg's journal. Übersetzung Anita Norich. Bloomington, Indiana : Indiana University Press, 2019
- Paper bridges : selected poems of Kadya Molodowsky, translated, edited, and introduced by Kathryn Hellerstein. Detroit : Wayne State University, 1999
- Kadja Molodowsky, in: Peter Comans (Übersetzer und Herausgeber): Splitter von Licht und Nacht : jiddische Gedichte. Frankfurt : Campus, 2013, S. 76–193 (enthält 48 Gedichte, jeweils jiddisch in Transkription und in deutscher Übersetzung)